# Теплові явища

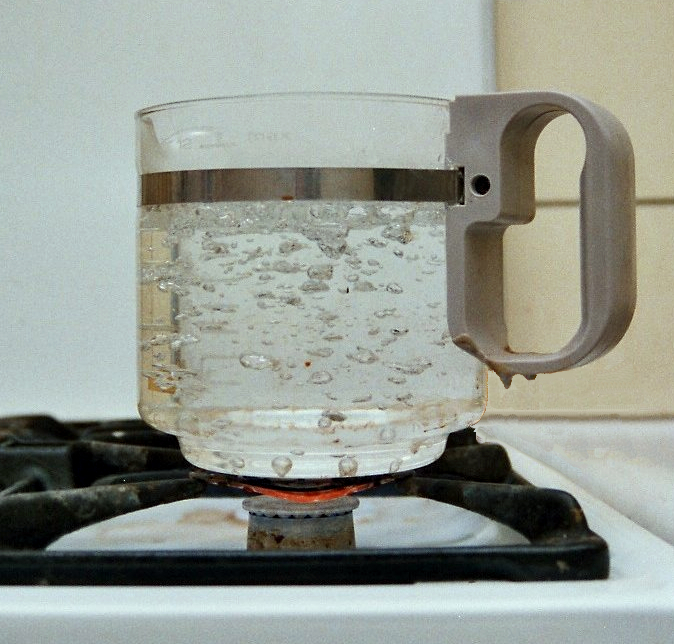
Кипіння води

Теплові явища — це фізичні явища, які відбуваються при нагріванні й охолодженні фізичних тіл (танення снігу, кипіння води, туман, плавлення, конденсація, теплове розширення).

## З історії вивчення теплових явищ
Дедалі ширше застосування парових двигунів у техніці призвело до необхідності теоретичного пояснення фізичного принципу дії парової машини. Перш за все потрібно було вияснити: від чого залежить робота, що виробляється паровою машиною. Відомо, що вона залежить від конструкції парової машини та від способу паророзподілення тепла, від температури пари, що створюється водяним котлом тощо.
Для того, щоб урахувати вплив подібних факторів, необхідно було розробити теорію теплового двигуна і, перш за все, теорію процесу перетворення теплоти в роботу.
Природно, що багато вчених того часу працювало в цьому напрямі. Одним із перших був французький інженер Саді Карно (1796—1832 рр.). Він зумів встановити важливі положення, що стосувалися питання перетворення теплоти в механічну роботу. У 1824 р. він опублікував свою працю «Роздуми про рушійну силу вогню». Карно встановив, що безперервний процес перетворення теплоти в роботу буде відбуватися при наявності двох об'єктів: нагрівника при більш високій температурі T1; холодильника при більш низькій температурі T2.
Окрім нагрівника та холодильника, повинно бути ще й робоче тіло, що здатне змінювати свій стан та здійснювати при цьому роботу. Робоче тіло повинно забирати теплоту у нагрівника та, виконуючи роботу, повертатися в початковий стан. І ось для цього робоче тіло повинно віддавати деяку кількість теплоти, щоб повернутися в початковий стан при більш низькому тиску.

## Теплові явища в сучасній техніці
Сучасні теплові двигуни, холодильні установки, установки для зрідження вугілля, скраплення газів, пристрої для конденсації рідини і багато інших використовують теплові явища.
Приклади машин і пристроїв, в яких використовуються теплові явища
Тепловий двигун — теплова машина для перетворення теплової енергії в механічну роботу. Для виконання двигуном роботи необхідно створити різницю тисків між обома сторонами поршня двигуна чи лопатей турбіни. Процеси, що відбуваються при роботі теплового двигуна, описуються законами термодинаміки.
Холодильні машини працюють за принципом теплового насоса, а саме — віднімають теплоту від охолоджуваного тіла і з витратою енергії (механічної, теплової і т. д.) і передають її охолоджуваному середовищу (зазвичай воді або навколишньому повітрю), що має більш високу температуру, ніж охолоджуване тіло.